# Святая кровь
«Святая кровь» (исп. Santa Sangre) — кинофильм Алехандро Ходоровски. Участник программы «Особый взгляд» на Каннском кинофестивале в 1989 году. В США фильм сначала получил рейтинг NC-17 из-за многочисленных сцен насилия, но в итоге вышел в прокат с рейтингом R (лица младше 17 лет допускаются к просмотру в сопровождении родителей).

## Сюжет
Парень по имени Феникс находится в больнице для душевнобольных. В детстве он стал свидетелем того, как его отец-циркач отрезал руки своей жене, религиозной фанатичке и лидеру секты «Святой крови», и покончил с собой. Парень сбегает из лечебницы и находит свою выжившую безрукую мать. Сам того не желая, он становится «руками» своей родительницы и по её приказаниям совершает страшные убийства.

## Отзывы критики
Фильм получил в основном положительные отзывы кинокритиков (например на Rotten Tomatoes 85 % на основе 39 рецензий) и вошёл в список пятисот лучших фильмов всех времён по версии журнала «Empire» под номером 476.
За роль Феникса в детстве Адан Ходоровски был удостоен премии «Сатурн».

## В ролях
- Аксель Ходоровски — Феникс
- Бланка Герра — Конча
- Гай Стокуэлл — Орго
- Тельма Тиксу — татуированная женщина
- Сабрина Деннисон — Альма
- Адан Ходоровски — юный Феникс
- Фавиола Эленка Тапиа — юная Альма
- Тео Ходоровски — сутенёр

## Съёмочная группа
- Режиссёр-постановщик: Алехандро Ходоровски
- Сценаристы: Алехандро Ходоровски, Роберто Леони, Клаудио Ардженто
- Продюсер: Клаудио Ардженто
- Композитор: Саймон Босуэлл
- Оператор-постановщик: Даниэль Наннуцци
- Монтажёр: Мауро Бонанни
- Художник-постановщик: Алехандро Луна
- Художник по костюмам: Толита Фугероа
- Гримёр: Альберто Лопес
- Звукорежиссёр: Люка Анцелотти

## Номинации и награды
- 1989 — Номинация на приз Международного кинофестиваля в Каталонии (г. Сиджес) на лучший фильм — Алехандро Ходоровски
- 1991 — премия «Сатурн»:
  - лучший молодой актёр — Адан Ходоровски
  - номинация на лучшую мужскую роль — Аксель Ходоровски
  - номинация на лучшую женскую роль — Бланка Герра
  - номинация на лучшую работу режиссёра — Алехандро Ходоровски
  - номинация на лучший фильм ужасов
  - номинация на лучшую музыку — Саймон Босуэлл
  - номинация на лучшую молодую актрису — Фавиола Эленка Тапия

## Саундтрек
- «Caballo negro» Дамасо Педро Прадо
- «Lupita» Дамасо Педро Прадо
- «Mambo n. 8» Дамасо Педро Прадо
- «Cucurrucucu paloma» Томаса Мендеса
- «Alejandra» Энрике Моры
- «Donde estas corazon» Луиса Мартинеса Серрано
- «Dejame llorar» Альфонсо Эспарса Отео
- «Marcha zacatecas» Хенаро Кодины
- «Besame mucho» Консуэло Веласкеса
- «No volvere» Эспериона и Кортасара
- «Las bicicletas» в аранжировке Луиса Маганьи
- «Marcha funebre» в аранжировке Луиса Маганьи
- «De este lado de aca» в аранжировке Алонсо Хименеса
- «La Barca de Oro» Абундио Мартинеса (нет в титрах)